# Parc Einar Forseth
La parc Einar Forseth (en suédois : Einar Forseths park) est un parc public du quartier d'Höglandet à Stockholm en Suède. 

## Description
Le parc Einar Forseth est situé à l'ouest de Stockholm le long de Djupdalsvägen, au coin de Virvelvindsvägen.
Le parc porte le nom de l'artiste Einar Forseth, qui vivait dans les années 1925-1981 dans une villa à Hallingsbacken 3 à Ålsten, à la frontière avec Höglandet. 
En 1989, un an après la mort de l'artiste, il fut honoré en nommant parc Einar Forseth une petite partie du parc Höglandsparken.

## Galerie

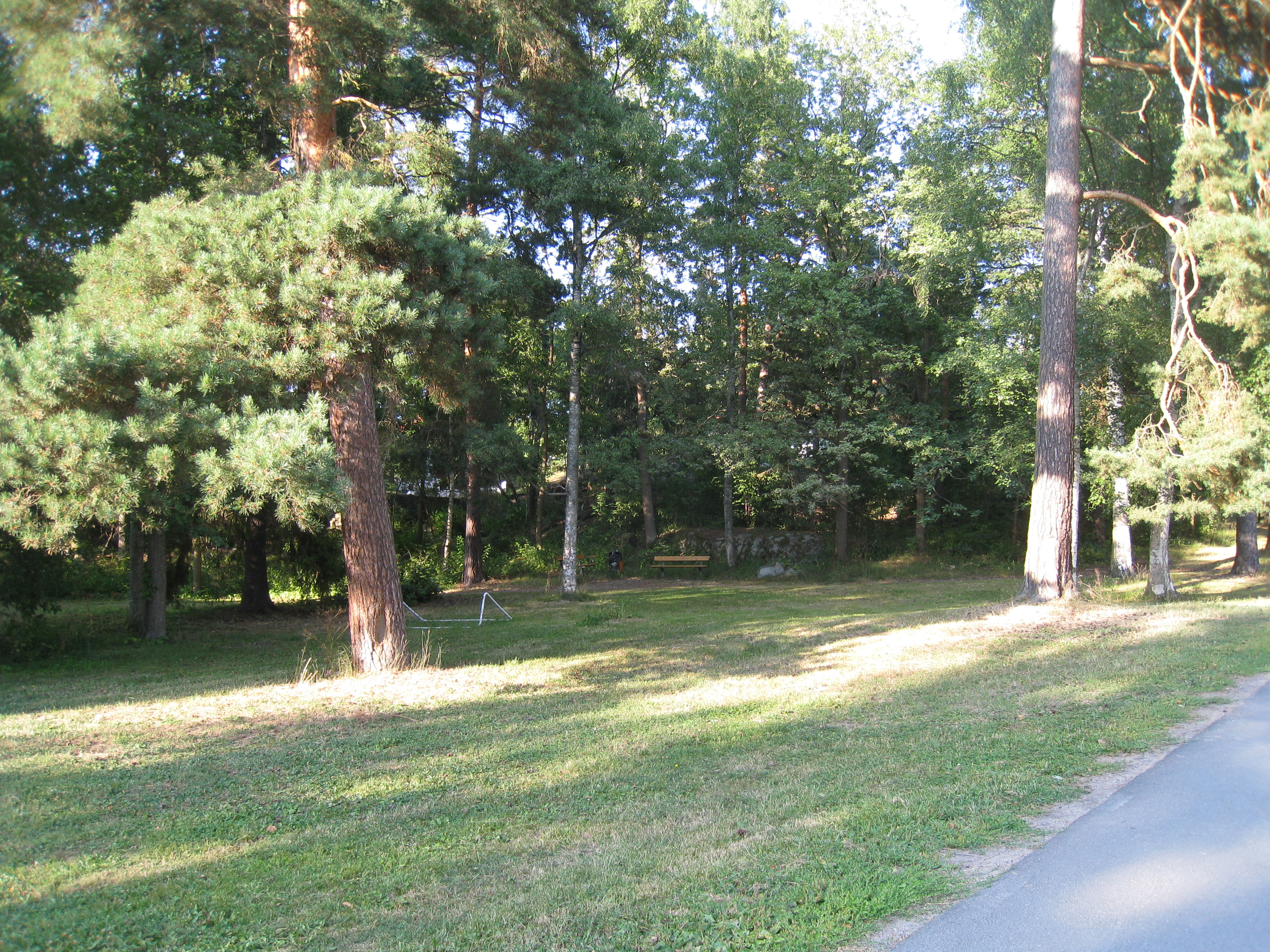
Parc Einar Forseth.
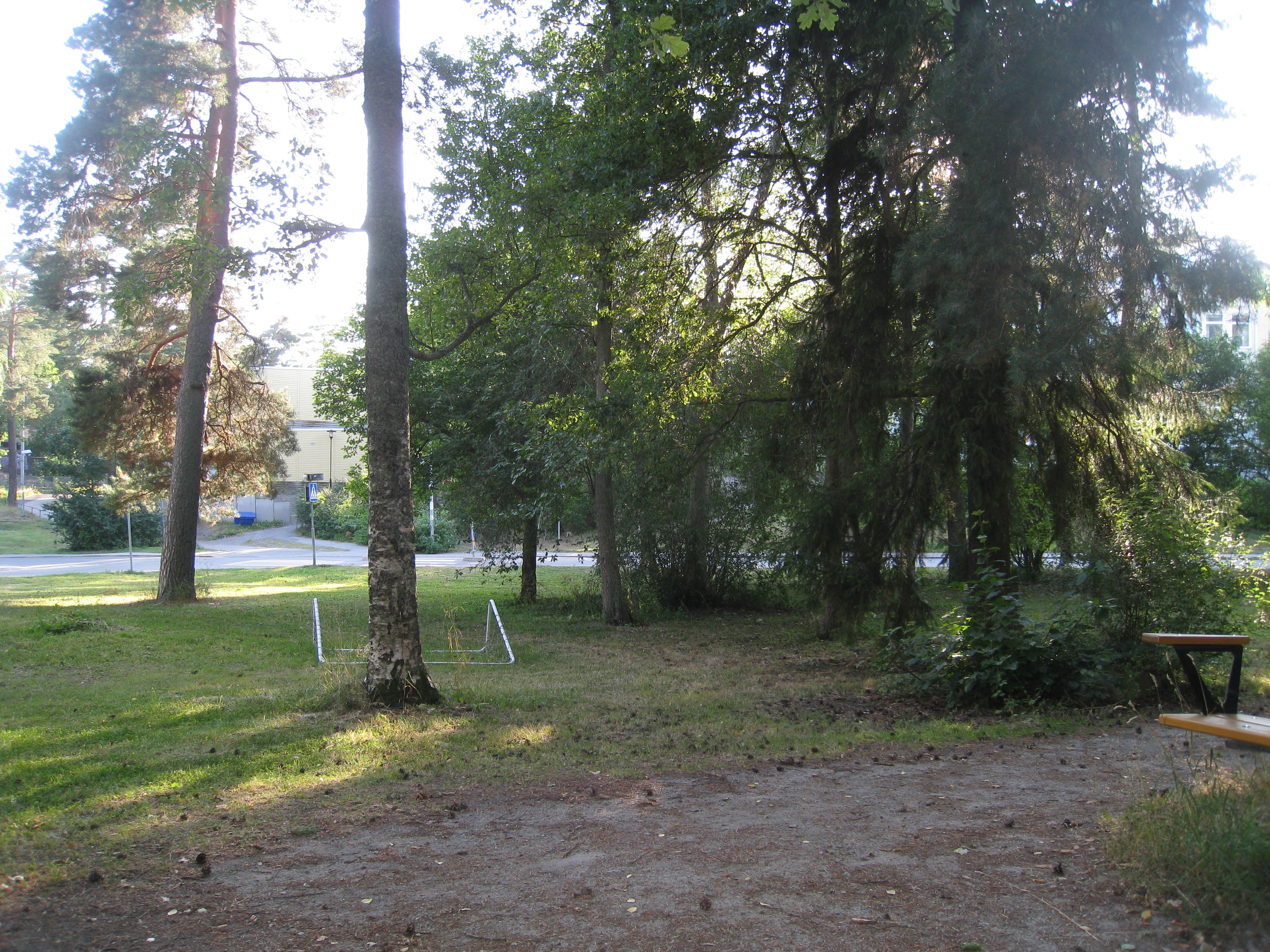
Quelques sapins du parc.
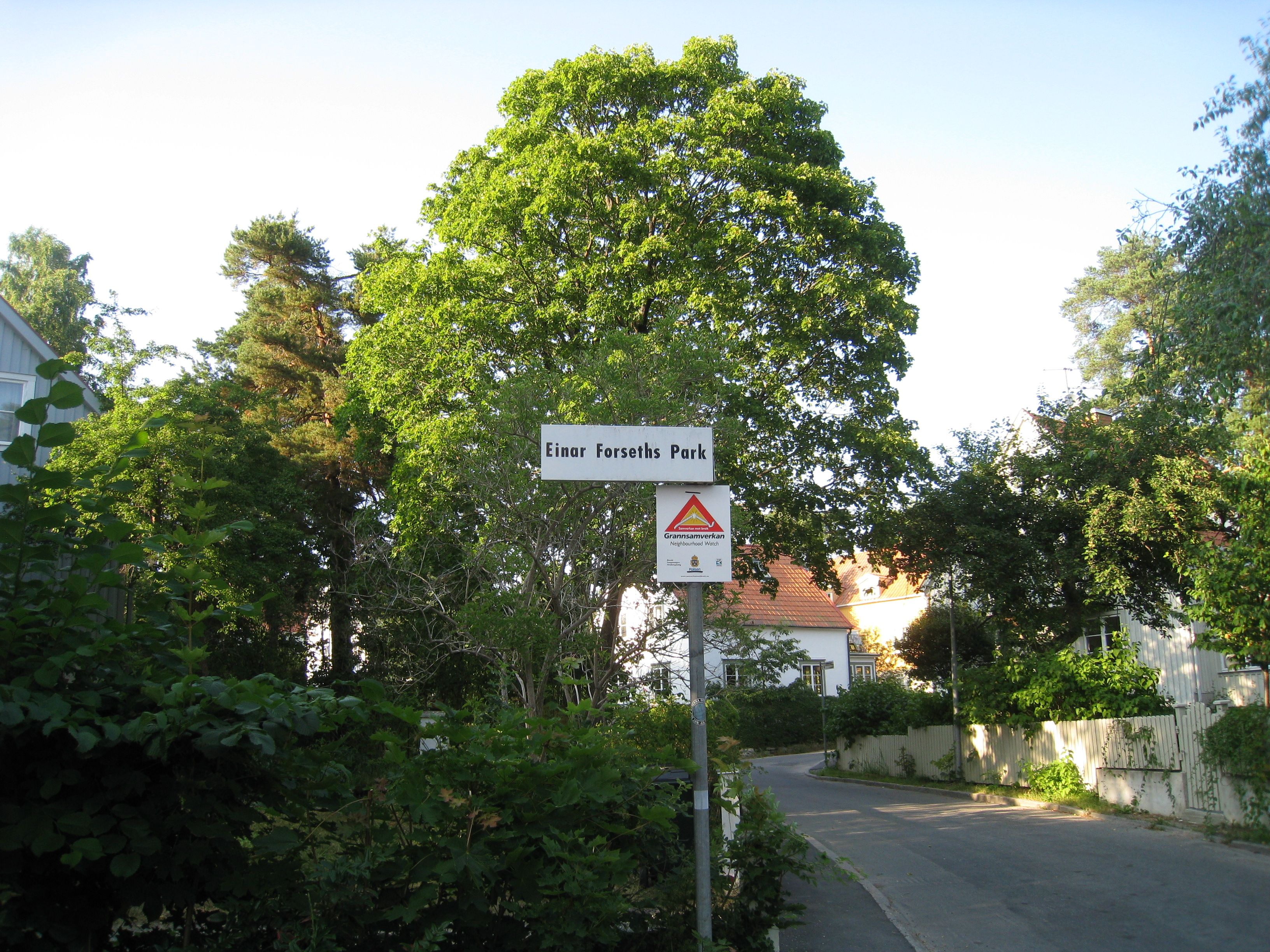
Le parc à Virvelvindsvägen.